# Diocesi di Chikwawa
La diocesi di Chikwawa (in latino Dioecesis Chiquavana) è una sede della Chiesa cattolica in Malawi suffraganea dell'arcidiocesi di Blantyre. Nel 2021 contava 251.290 battezzati su 2.120.790 abitanti. È retta dal vescovo Peter Martin Musikuwa.

## Territorio
La diocesi comprende i distretti di Chikwawa e Nsanje, nell'estremo sud del Malawi.
Sede vescovile è la città di Chikwawa, dove si trova la cattedrale di San Michele.
Il territorio è suddiviso in 14 parrocchie.

## Storia
La diocesi è stata eretta il 22 marzo 1965 con la bolla Ad Christi regnum di papa Paolo VI, ricavandone il territorio dall'arcidiocesi di Blantyre.

## Cronotassi dei vescovi
Si omettono i periodi di sede vacante non superiori ai 2 anni o non storicamente accertati.
- Eugen Joseph Frans Vroemen, S.M.M. † (22 marzo 1965 - 12 febbraio 1979 dimesso)
- Felix Eugenio Mkhori † (12 febbraio 1979 - 23 gennaio 2001 nominato vescovo di Lilongwe)
  - Sede vacante (2001-2003)
- Peter Martin Musikuwa, dal 16 aprile 2003

## Statistiche
La diocesi nel 2021 su una popolazione di 2.120.790 persone contava 251.290 battezzati, corrispondenti all'11,8% del totale.
| anno | popolazione | popolazione | popolazione | presbiteri | presbiteri | presbiteri | presbiteri                | diaconi | religiosi | religiosi | parrocchie |
| anno | battezzati  | totale      | %           | numero     | secolari   | regolari   | battezzati per presbitero | diaconi | uomini    | donne     | parrocchie |
| ---- | ----------- | ----------- | ----------- | ---------- | ---------- | ---------- | ------------------------- | ------- | --------- | --------- | ---------- |
| 1970 | 61.679      | 363.500     | 17,0        | 25         |            | 25         | 2.467                     |         | 25        | 36        |            |
| 1980 | 75.431      | 464.000     | 16,3        | 21         | 3          | 18         | 3.591                     |         | 21        | 35        | 12         |
| 1990 | 105.282     | 541.000     | 19,5        | 21         | 11         | 10         | 5.013                     |         | 11        | 37        | 12         |
| 1999 | 137.944     | 722.000     | 19,1        | 20         | 16         | 4          | 6.897                     |         | 4         | 32        | 10         |
| 2000 | 141.204     | 998.500     | 14,1        | 23         | 19         | 4          | 6.139                     |         | 7         | 31        | 12         |
| 2001 | 153.292     | 1.051.928   | 14,6        | 22         | 20         | 2          | 6.967                     |         | 5         | 31        | 12         |
| 2002 | 156.799     | 1.105.356   | 14,2        | 21         | 19         | 2          | 7.466                     |         | 4         | 31        | 12         |
| 2003 | 168.025     | 1.158.784   | 14,5        | 19         | 17         | 2          | 8.843                     |         | 4         | 32        | 12         |
| 2004 | 171.206     | 1.161.704   | 14,7        | 19         | 17         | 2          | 9.010                     |         | 2         | 25        | 12         |
| 2006 | 179.886     | 1.225.000   | 14,7        | 21         | 19         | 2          | 8.566                     |         | 2         | 27        | 12         |
| 2013 | 211.994     | 1.792.017   | 11,8        | 16         | 15         | 1          | 13.249                    |         | 1         | 32        | 12         |
| 2016 | 222.392     | 1.852.917   | 12,0        | 24         | 23         | 1          | 9.266                     |         | 1         | 32        | 12         |
| 2019 | 236.650     | 1.997.000   | 11,9        | 27         | 27         |            | 8.764                     |         |           | 38        | 14         |
| 2021 | 251.290     | 2.120.790   | 11,8        | 32         | 32         |            | 7.852                     |         |           | 45        | 14         |